# ガエタノ・レイナ
ガエタノ・レイナ（Gaetano "Tommy" Reina 1889年9月 - 1930年2月26日）は、ニューヨークのマフィアボス。通り名はトム・レイナ、トミー・レイナ。ニューヨーク五大ファミリーの1つ、ルッケーゼ一家の源流とされる。

## プロフィール
シチリア島コルレオーネ生まれ。1904年、父ジアコモ・レイナ、母カルメラ・ルーモレと共に渡米し、マンハッタンのイースト・ハーレム107丁目に定住した。ハーレム107丁目はコルレオーネ移民のコミュニティが形成され、モレロ一家のボス、ジュゼッペ・モレロの強い影響下にあった。近い仲間にトミー・ガリアーノ、ステファノ（英語読みスティーヴ）・ラサーレ、ラオ兄弟などがいた。1906年、同郷のアンジェリーナ・オリヴィエリと結婚した。移民コミュニティの有力者アンジェロ・ガリアーノの洗濯屋でジャック・ドラグナや弟のアントニノ（1909年渡米）と共に働いた。アンジェロ・ガリアーノはパートナーのイッポーリト・グレコと共に様々なビジネスをしていたが、レイナは、彼らが共同経営した107丁目のサルーンの上階に一時住んでいた。
1915年、ガリアーノやグレコの商売ライバルのバーネット・バフ殺害容疑でドラグナと共に逮捕されたが無罪となった。1910年代中頃、モレロ一家がカモッラとの抗争（マフィア－カモッラ戦争）により本拠をハーレム116-117丁目に移し、107丁目に権力の空白が生まれた頃にその一帯のギャングリーダーになったとみられ、1920年代にかけて独自のマフィアファミリーを形成した。部下にトミー・ガリアーノ、ステファノ・ラサーレ、ラオ兄弟、ジオヴァンニ・ディカルロ、トーマス・ルッケーゼなどがいた。ハーレムを拠点にブロンクスを進出し、イタリア式富くじやナンバーズ賭博、氷配給業などを運営した（氷は冷蔵庫のない時代の家庭必需品）。
1920年代を通じてモレロ一家のチロ・テラノヴァとは平和な関係を保ち、またジョー・マッセリアと同盟を結んでいたが、マッセリアに氷供給業のシェアの割譲を求められると抵抗した。
1930年2月26日夕方、ブロンクスの情婦の家を出て駐車場に歩いて向かっていたところを2人組（1人説もある）に急襲され、ショットガンで胸に10発の兆弾を浴び、間もなく病院で死亡した。40歳没。レイナは氷の供給で当時ライバルと熾烈な縄張り争いの渦中にあり、用心していた。ポケットに装填済の32口径リボルバー、車の隠し棚にライフルと予備弾倉が見つかった。
マッセリアはレイナの後釜に腹心のジョー・ピンゾロを据えたが、レイナ派幹部のトミー・ガリアーノやルッケーゼは、マッセリアと対立するカステラマレ派のサルヴァトーレ・マランツァーノと同盟し、マッセリアと戦った。
妹が1913年ヴィンセント・テラノヴァと結婚した。長女は1932年ジョゼフ・ヴァラキと結婚した。息子のジアコモ・レイナ（1909年生まれ）はカステランマレーゼ戦争後、亡き父の率いたマフィアファミリーに加わった。

## アイス利権
レイナは氷の卸売りの縄張りを巡ってライバルと熾烈な割引合戦を展開していた。1928年、ブロンクスのユダヤ系アイスディーラー、ジェイコブ・ストッフェンバーグが殺された。1930年には4人の著名なアイスディーラーが殺され、レイナがその先頭を飾った。3月にブルックリンの氷業者ジョン・リッジョ、更に半年後にその兄弟が相次いで殺され、その2週間後にレイナ仲間のアイスディーラー、ナターレ・ドゥルソが殺された。当時ガリアーノ派に所属したヴァラキによれば、レイナ殺害を首謀したのはマッセリアだとガリアーノ派は認識していたという（ガリアーノがマッセリアと全力で戦うのはレイナの仇を取るためとガリアーノ派から聞かされた）。マッセリアとのトラブルとアイスディーラー絡みの利権争いが裏でつながっているのかまたは互いに関係ない偶然なのかについては有力な説が提示されていない。